# Har-Usz-tó
A Har-Usz-tó (mongolul Хар-Ус нуур [Har-Usz núr]) tektonikus eredetű tó Mongólia nyugati részén, a Nagy-tavak medencéjében. Az ország második legnagyobb édesvízű tava, természetvédelmi terület.
A Har-Usz núr jelentése 'fekete vízű tó'. A benne felgyülemlett szerves anyagok és planktonok a tó vizét valóban sötétre festik.

## Földrajz
Vízfelülete 1486 km2, (a szigetekkel együtt 1852 km2), tengerszint feletti magassága 1157 m, hossza 72 km, szélessége 27 km, legnagyobb mélysége 4,5 m. Vízgyűjtő területe 70 450 km2.
Lapos partjait és apróbb szigeteit csenevész növényzet vagy nádas borítja. Az Ak-Bas (Ак-баш, 30 km × 19 km) nevű sziget egy északkeleti és egy nagyobb nyugati részre osztja. Rövid folyó köti össze a nyugatra elhelyezkedő kisebb, de szintén édesvízű Har-tóval (Хар нуур). A tóba nyugat felől, nagy deltát alkotva ömlik a Mongol-Altaj legnagyobb folyója, a Hovd és mellékfolyója, a Bujant.
A tavat áprilistól novemberig jég borítja, melynek vastagsága akár az egy métert is elérheti.

## Élővilág, természetvédelem
A tó halban gazdag; a ritka halfajok közül említhető például egy lazacféle (Thymallus brevirostris) és a pontyfélék közül a diptychus. 1967-ben a tóba pézsmapockokat telepítettek, melyek elterjedtek a környező vizes élőhelyeken is. Számukat már nyolcvanezerre becsülik.
A tó és a mocsaras deltavidék ideális élőhely a vízimadarak, köztük számos ritka madárfaj számára, mint az üstökös- és a cigányréce, a kékcsőrű réce, a kínai hattyúlúd, a fekete gólya, a mongol sirály (Ichthyaetus relictus), ezüstsirály, a borzas gödény, a mongol szajkó (Podoces hendersoni), a mongol fácán. A környező hegyekben és a sztyeppen élő ritka madarak: hajnalmadár, gyékénycsuk, altaj királyfogoly, barátkeselyű, szakállas saskeselyű és egyebek. Ritka emlősök: argali juh, hópárduc, szajga, szibériai kőszáli kecske.
A tóvidék fészkelőhelyeinek és ökoszisztémájának megóvása érdekében 1997-ben nemzeti parkot létesítettek (Har-Usz núr Nemzeti Park), mely a Har-tóra és a közeli Dörgön-tóra, valamint a Mongol-Altaj hegyeinek egy részére is kiterjed. A tavak vidékét 1999-ben fölvették a ramsari egyezmény jegyzékébe.